# Koffiekan

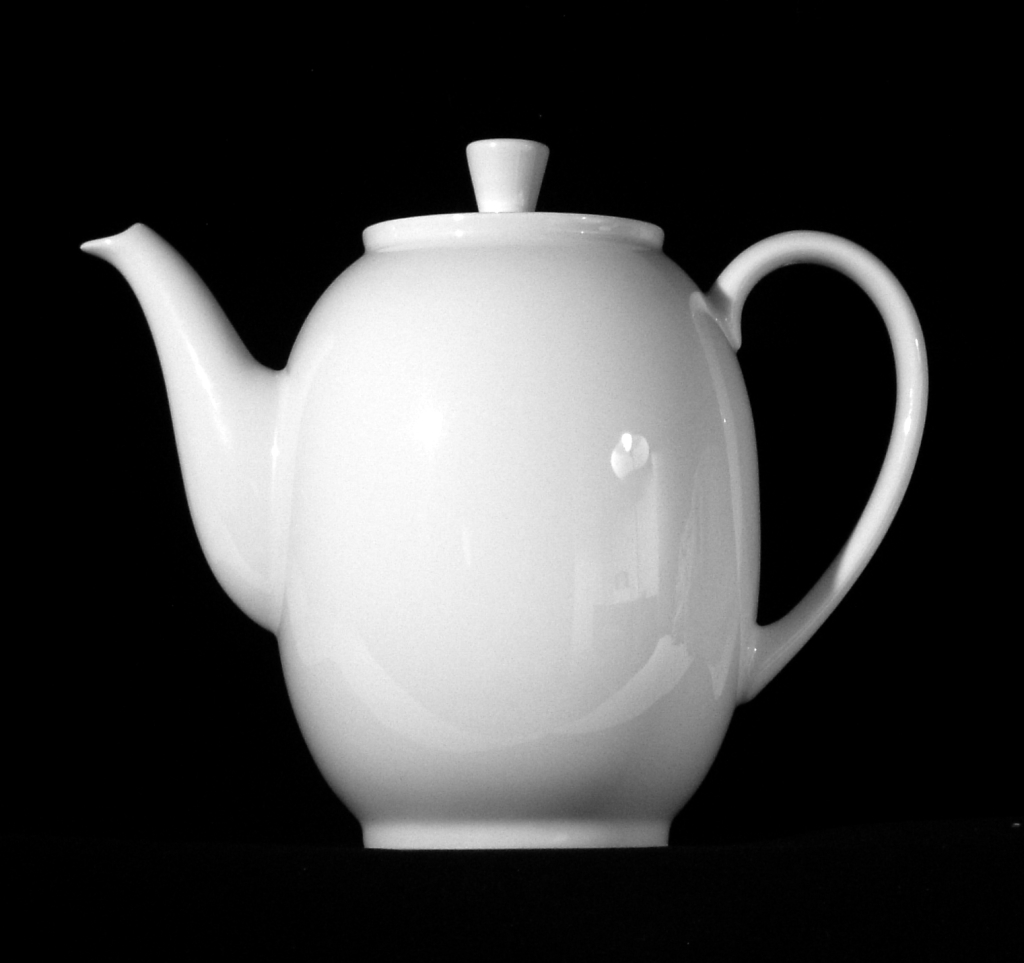
Porseleinen koffiekan, Duits, 1931

Een koffiekan of koffiepot is een kan om koffie uit te schenken.
Na de introductie van koffie en thee in Europa in de 17e eeuw, ontstond de behoefte aan producten die specifiek gemaakt waren voor het serveren van koffie, thee, melk, room en suiker. Zo ontstonden koffie- en theekannen, vaak met bijbehorende roomstellen. Een bijzondere koffiekan was de kraantjeskan, soms met één, meestal met drie kraantjes aan de onderkant, waaruit getapt kon worden. In de 18e eeuw waren zilveren koffiekannen, vaak vormgegeven in Lodewijk XIV-, XV- of XVI-stijl, een gewild statussymbool voor de bovenklasse. Eenvoudige mensen gebruikten koffiekannen van tin (de "kraantjespot"), ijzer (al dan niet geëmailleerd) of aardewerk. Koffiekannen van porselein waren vaak onderdeel van een compleet koffie- of ontbijtservies.
De traditionele koffiekan is meestal cilindervormig (in tegenstelling tot theepotten, die vaak bol zijn) met een afneembaar deksel en een handvat en schenktuit aan de zijkanten. Een koffiekan werd vroeger niet alleen gebruikt om koffie in te serveren, maar ook om koffie in te zetten, door kokend water op gemalen koffiebonen te gieten. Ook na de introductie van filterkoffie veranderde aanvankelijk weinig aan de vormgeving van de koffiekan. De populariteit van elektrische koffiezetapparaten, cafetières en percolators in de 20e eeuw zorgden voor een veranderd gebruik en een nieuwe vormgeving.
Tegenwoordig zijn er vele soorten koffiekannen verkrijgbaar. Veel mensen gebruiken de koffiekan van thermisch glas die bij een koffiezetapparaat zit, maar er bestaan ook los te verkrijgen koffiekannen. Porseleinen koffiekannen worden steeds minder gebruikt, aangezien de koffie daarin relatief snel afkoelt. Veelal wordt geopteerd voor een goed geïsoleerde thermoskan, die vanwege het sterke aroma van koffie meestal uitsluitend gebruikt wordt om koffie in te bewaren. De toegenomen populariteit van nieuwere koffiezetmethoden met behulp van oploskoffie, espressomachines en Nespresso- en Senseo-apparaten, heeft ertoe geleid dat koffiekannen minder gebruikt worden.

## Galerij

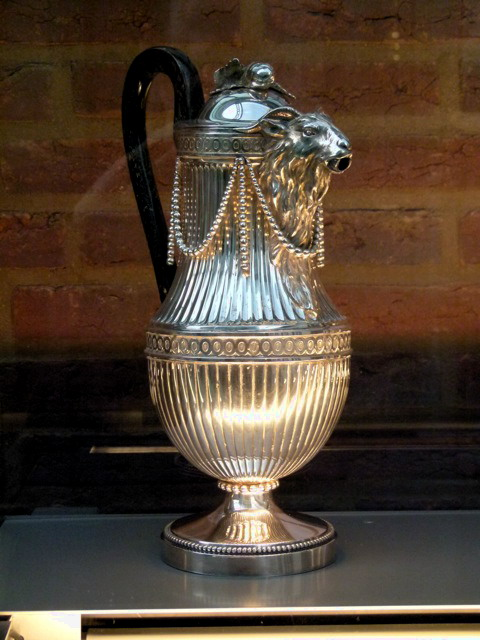
Koffiekan, Maastrichts zilver, 18e eeuw
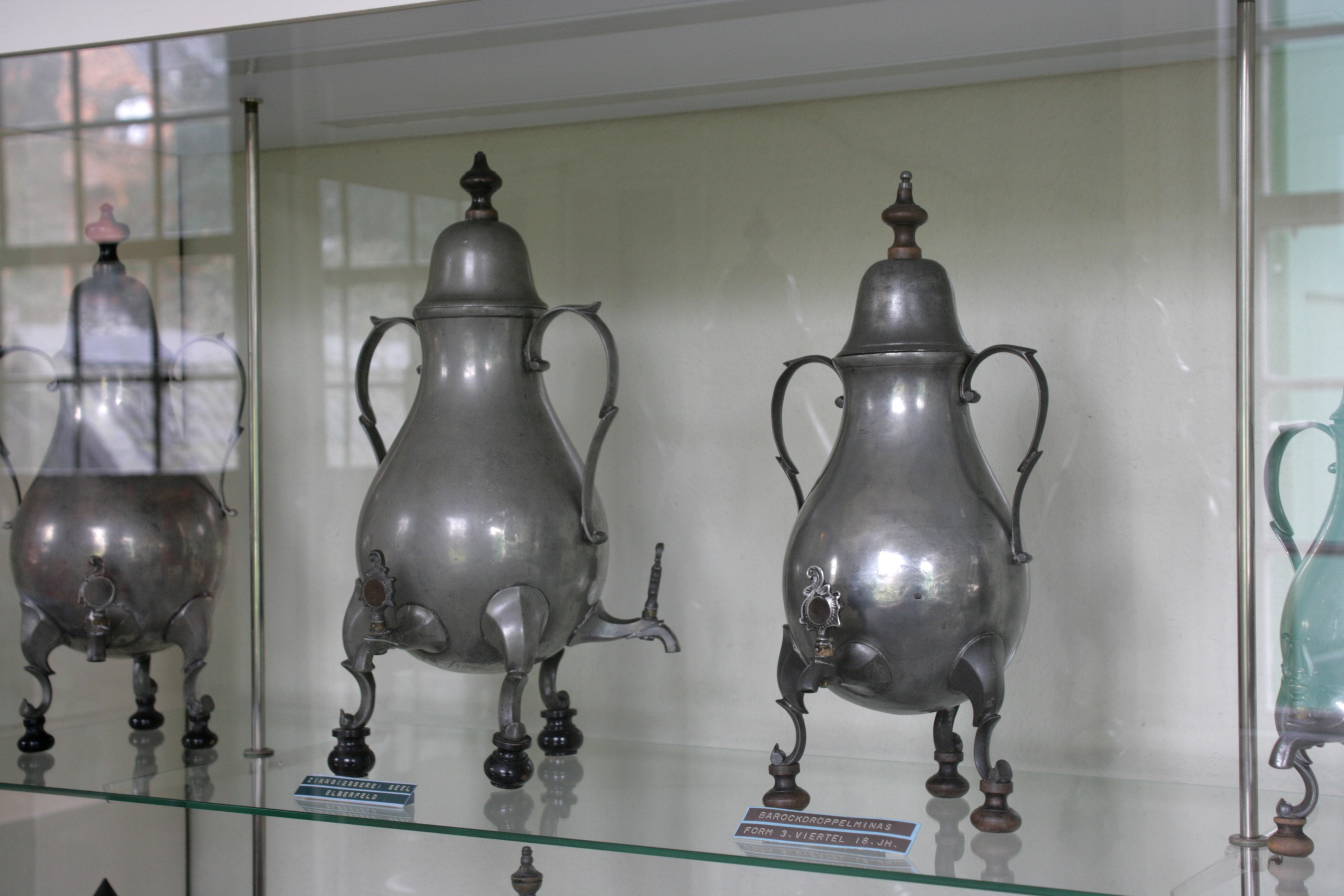
Kraantjeskannen van tin, 18e eeuw
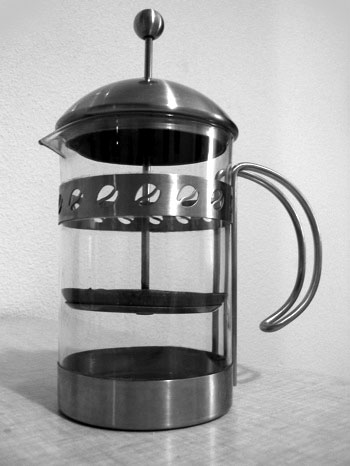
Cafetière
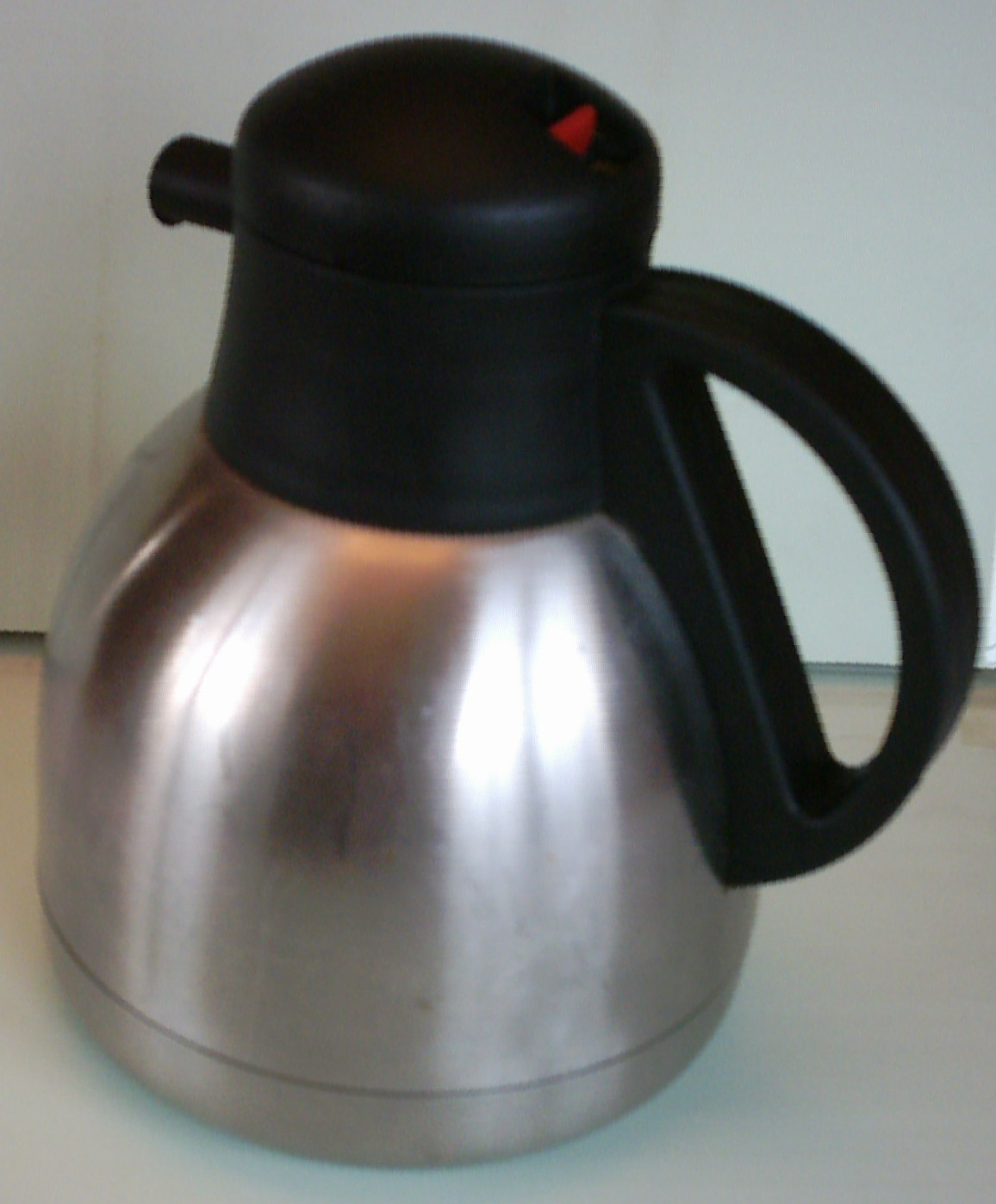
Thermoskan